# Валеран III (герцог Лимбурга)
Валеран (Вальрам) III (фр. Waléran III de Limbourg, нем. Walram III von Limburg; ок. 1175 — 2 июля 1226) — граф Люксембурга и де ла Рош-ан-Арденн (по праву жены) с 1214 года, герцог Лимбурга и граф Арлона с 1221 года. 2-й сын Генриха III, герцога Лимбурга, и Софьи фон Саарбрюкен.

## Биография

### Правление
Поскольку Вальрам не был старшим сыном, то он не был наследником Лимбурга. В приданое за первой женой, Кунигундой Лотаринской, он получил титул сеньора Моншау.
В 1192 году Валеран вместе с отцом, герцогом Генрихом III Лимбургским, отправился в Третий крестовый поход независимо от армии императора Фридриха I Барбароссы. В Святой земле они присоединились к армии короля Англии Ричарда I Львиное Сердце.
После возвращения в свои владения Вальрам вместе с отцом в 1196/1197 году принимал участие в восстании против императора Генриха VI. После смерти Генриха VI Вальрам участвовал в выборе германским королём Филиппа Швабского. В 1206 году Вальрам участвовал в битве при Вассенберге, в которой армия противника Филиппа, Оттона IV Брауншвейгского, выступившего в союзе с архиепископом Кёльна Бруно IV против герцога Генриха III Лимбургского, была разбита, а сам Оттон бежал в Англию. Однако после убийства Филиппа Швабского в 1208 году Вальрам вместе с отцом перешёл на сторону Оттона IV.
В 1212 году Вальрам в составе армии герцога Брабанта Генриха I участвовал в войне против епископа Льежа, а позже и против графа Гелдерна.
27 июля 1214 года Валеран в составе армии императора Оттона IV участвовал в проигранной битве при Бувине.
В 1213 году умерла первая жена Вальрама. А в начале 1214 года он женился Эрмезинде, графине Люксембурга, Ла Роша и Дарбюи, вдове графа Бара Тибо I. Вместе с её владениями Вальрам получил и претензии на маркграфство Намюр, которое в 1189 году было отобрано у его тестя, Генриха Слепого, отца Эрмезинды. Намюром в это время правил Филипп II де Куртене, родственник короля Франции Филиппа II Августа. Кроме того, смерть в том же году бездетного старшего брата Генриха сделала Валерана наследником отца. Но две попытки Валерана захватить Намюр (в 1214 и 1216 годах) успехом не увенчались. Первый этап войны закончился в 1217 году.
В 1217 году Валеран отправился в Пятый крестовый поход, во время которого участвовал в битве при Дамиетте 7 августа 1218 года.
В свои владения из крестового похода Валеран вернулся в 1218 году. По возвращении у него начался конфликт с архиепископом Кёльна Энгельбертом I Бергским. Поводом послужил спор за наследование графством Берг. Старший сын Валерана, Генрих IV, был женат на Ирменгарде, дочери графа Адольфа V, который погиб при осаде Дамиетты. Наследовать Берг должны были Ирменгарда и её муж Генрих, однако этому воспротивился архиепископ Энгельберт, брат покойного графа Адольфа, с которым Вальрам в союзе с графом Клеве Дитрихом V уже конфликтовал в 1216 году из-за владений в Северном Айфеле, но 30 марта 1217 года был вынужден заключить мир. Новый вооружённый конфликт также не принёс Валерану, которого поддерживал кроме графа Клеве ещё и зять — граф Юлиха Вильгельм II, успеха не принёс. Кроме того, Валеран, возобновивший также войну за Намюр против Филиппа II де Куртене, не имел достаточно сил для победы. А после того, как его союзник, граф Клеве Дитрих 20 июня 1220 года был разбит, Валеран пошёл на мирные переговоры с Энгельбертом. В итоге в августе в Кёльне он был вынужден заключить новый мирный договор с Энгельбертом, который сохранил контроль за Бергом, однако Генрих и Ирменгарда должны были наследовать Берг после смерти архиепископа.
В 1221 году умер отец Валерана герцог Лимбурга Генрих III, и Валериан унаследовал его владения — герцогство Лимбург и графство Арлон, присоединив их к Люксембургу, Ла Рошу и Дарбюи.
13 февраля 1223 года Валеран был вынужден по Динанскому договору отказаться от прав на Намюр.
В 1224 году Валеран в союзе с графом Гелдерна Герхардом III участвовал в войне против епископа Утрехта Оттона.
7 ноября 1225 года архиепископ Энгельберт был убит графом Альтена и Изенберга Фридрихом II, зятем Валерана, после чего Берг перешёл под управление Ирменгарды и Генриха. Документально не установлено, был ли Валеран, выигравший от смерти Энгельберта, среди организаторов убийства, но против этого говорит то, что новый архиепископ Кёльна Генрих Мюленаркский, который проводил расследование убийства предшественника со всей строгостью, обвинений против Валерана не выдвинул.
В 1226 году Валеран сопровождал в Италию молодого короля Генриха VII, сына императора Фридриха II, а по возвращении оттуда 2 июля умер в аббатстве Ролдук.
Владения Валерана оказались разделены между его сыновьями от двух браков. Лимбург получил старший сын от первого брака, Генрих, уже владеющий Бергом. Второй сын Валеран получил Моншау, наследство матери. Владения же Эрмезинды Люксембургской должны были унаследовать её сыновья от Валерана, Генрих Белокурый и Герхард.

### Герб Валерана III

Герб Валерана III

Для подтверждения своих амбиций и прав на Намюр, Валеран принял новый герб для своих владений. Два хвоста у Льва символизировали объединение Лимбурга и Люксембурга, а корона на голове Льва — претензии Валерана на Намюр.

### Браки и дети

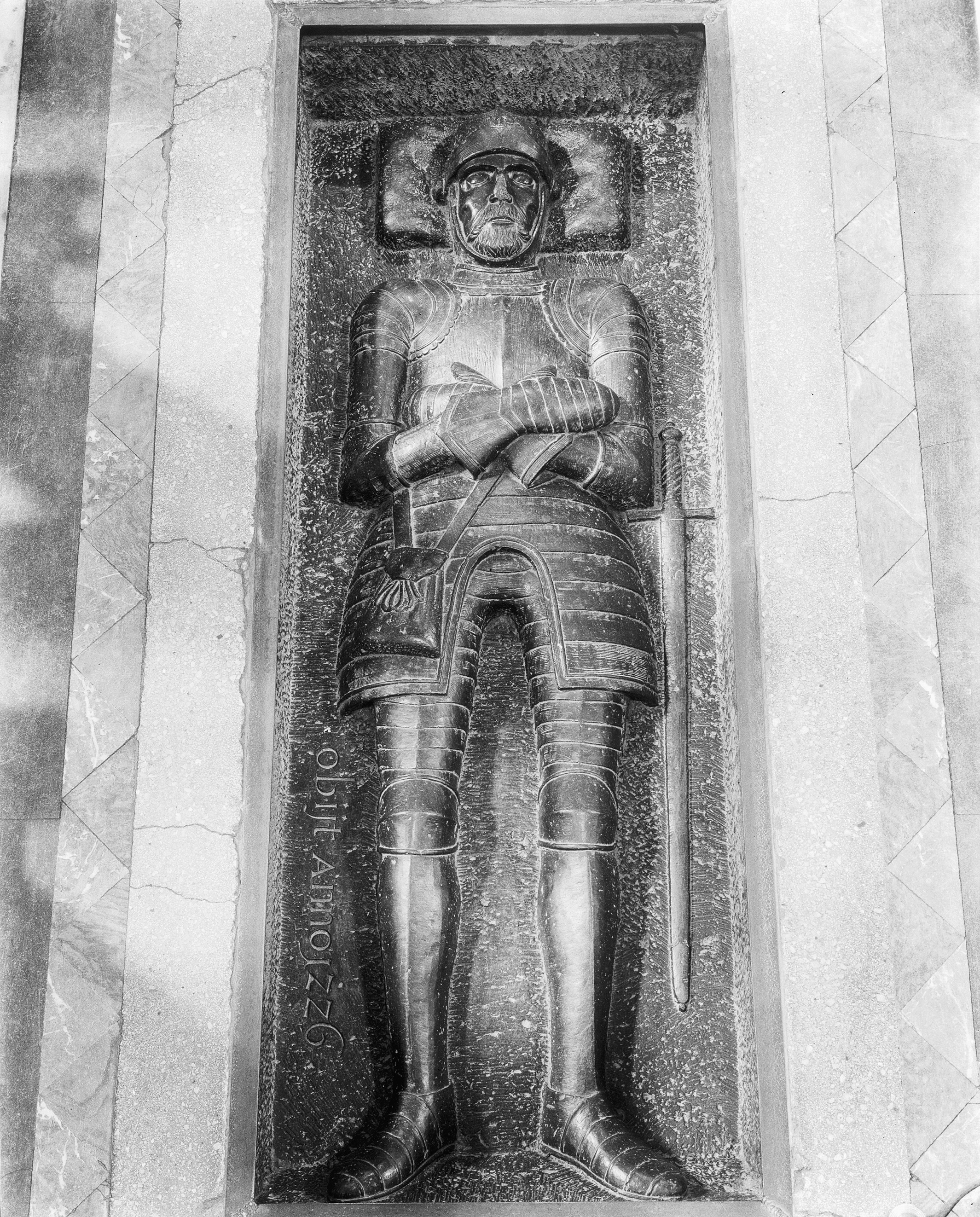
Могила Валерана III

1-я жена: Кунигунда Лотарингская (ум. 1213), дочь Ферри I, герцога Лотарингии, и Верхуславы Людмилы Польской. Дети:
- Софья (ум. ок. 1226/1227); муж: с ок. 1210 Фридрих II (ум. 14 ноября 1226), граф Альтена и Изенберга
- Матильда (ум. после 1 апреля 1234); муж: Вильгельм III (ум. 1218), граф Юлиха
- Генрих IV (ок. 1195 — 25 февраля 1247), герцог Лимбурга с 1226, граф Берга с 1225
- Валеран (Вальрам) II (ум. 1242), сеньор Моншау

2-я жена: с февраля/мая 1214 года Эрмезинда (II) (июль 1186 — 17 февраля 1247), графиня Люксембурга, Ла Роша и Дарбюи, дочь Генриха I (IV) Слепого, графа Намюра и Люксембурга, от брака с Агнес, дочерью Генриха, графа Гелдерна, вдова Тибо I, графа Бара. Дети:
- Екатерина (ок. 1215 — 18 апреля 1255); муж: Матье II (ум. 1251), герцог Лотарингии с 1221
- Генрих V Белокурый (1216—1281), граф Люксембурга и Ла Роша с 1247, граф Арлона с 1256, маркграф Намюра 1256—1264, сеньор де Линьи с 1240
- Жерар (Герхард) III (1223—1276), граф Дарбюи с 1247